# Conde de Louvigny
Juan Cristián (Jean-Charles-Chrétien) de Landas, Conde de Louvigny (Louvignies) (?-Milán, 1691) fue un ingeniero neerlandés-español conocido por sus contribuciones tanto militares como civiles en la ciudad de Luxemburgo, en concreto la Plaza de Armas y en su sistema defensivo.

Primer sistema de Vauban

Segundo sistema de Vauban

En el terreno de la ingeniería militar influenció a Vauban hasta el punto de que su propuesta de torres externas es la principal característica que añadió al sistema defensivo que estaba implantando en Francia. Louvigny en 1672 creó una serie de torres externas bajas de planta pentagonal rodeadas de profundos fosos en el perímetro defensivo, de manera de actuar como segunda línea de defensa. El uso de una segunda cinta defensiva a base de torres ya había sido utilizada en la antigüedad, por ejemplo en Constantinopla, pero con la aparición de la pólvora, la artillería las había vuelto obsoletas por lo que hacía tiempo que ya no se construían. 
Las torres estaban parcialmente enterradas para aumentar su resistencia, y situadas delante del glacis conectándose con la fortaleza a base de caminos cubiertos y con galerías perimetrales bajo la contraescarpa para unirlas con las demás torres. Vauban las reedificó tras el sitio de Luxemburgo en 1684 y gracias a sus tratados y su influencia, se fueron exportando a los demás países europeos.